# Емчук, Игорь Фёдорович
Игорь Федорович Емчук (2 декабря 1930, Киев, Украинская ССР, СССР — 5 марта 2008, Киев, Украина) — советский гребец, заслуженный мастер спорта СССР (1955), заслуженный тренер Украинской ССР (1967), главный тренер сборной команды СССР по академической гребле.

## Биография
В 1955 году окончил Киевский государственный университет, геологический факультет, в 1960 — Киевский ГИФК.
С 1978 по 1980 год — главный тренер сборной команды СССР по академической гребле, руководитель подготовки команды к Московской Олимпиаде.
Кандидат педагогических наук, доцент, автор более 50 научных работ и учебников для спортивных вузов, заслуженный работник народного образования (1990).

## Награды
- Орден «Знак Почёта» (27.04.1957) — «за успехи, достигнутые в деле развития массового физкультурного движения в стране, повышения мастерства советских спортсменов, и успешное выступление на международных соревнованиях»
- Медаль «За труд и победу» (2002 год)[5]